# Zegartowice (Couïavie-Poméranie)
Pour les articles homonymes, voir Zegartowice.
Zegartowice est un village de Pologne situé en Couïavie-Poméranie, dans le gmina (commune) de Papowo Biskupie.
Plaque d'immatriculation: CCH.

## Personnalité liee la Commune

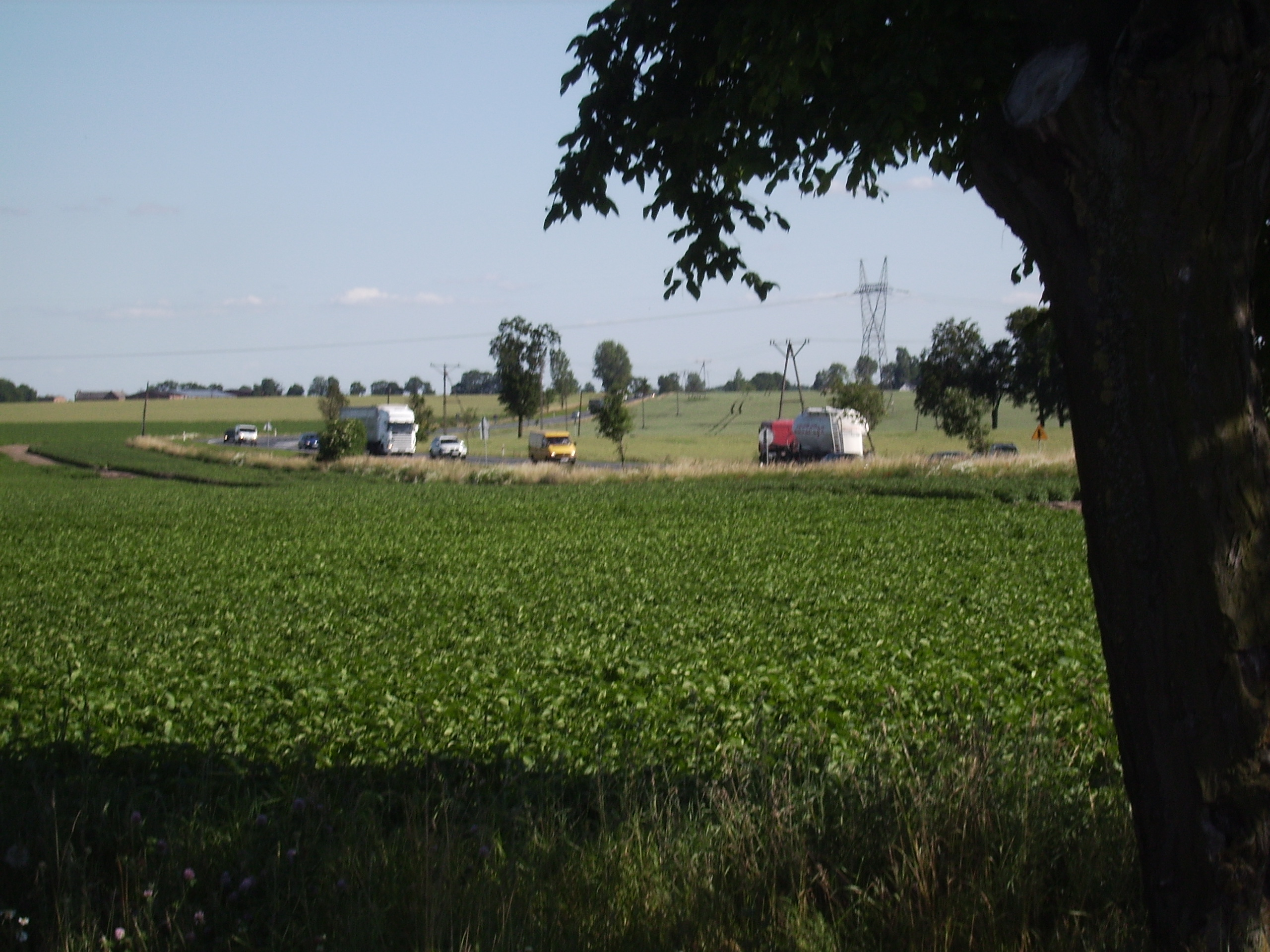
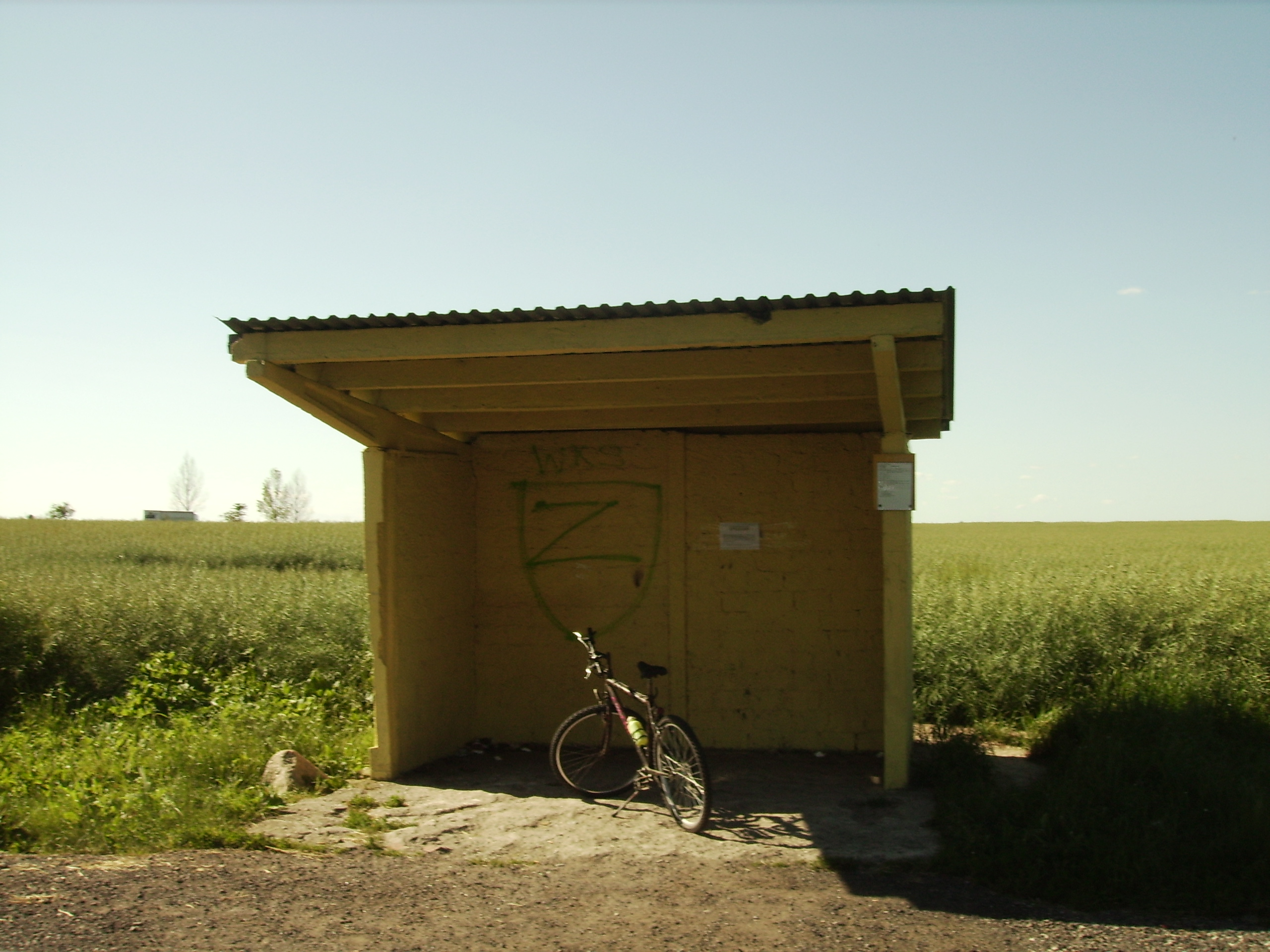

- Rafał Majka

## Source
- Waldemar Rodzynski, Zarys dziejów gminy Papowo Biskupie, rok 1996 (pl)